# Liste von Persönlichkeiten aus San Vittore GR
Diese Liste enthält in San Vittore GR im Kanton Graubünden geborene Persönlichkeiten und solche, die in San Vittore ihren Wirkungskreis hatten, ohne dort geboren zu sein. Die Liste erhebt keinen Anspruch auf Vollständigkeit.

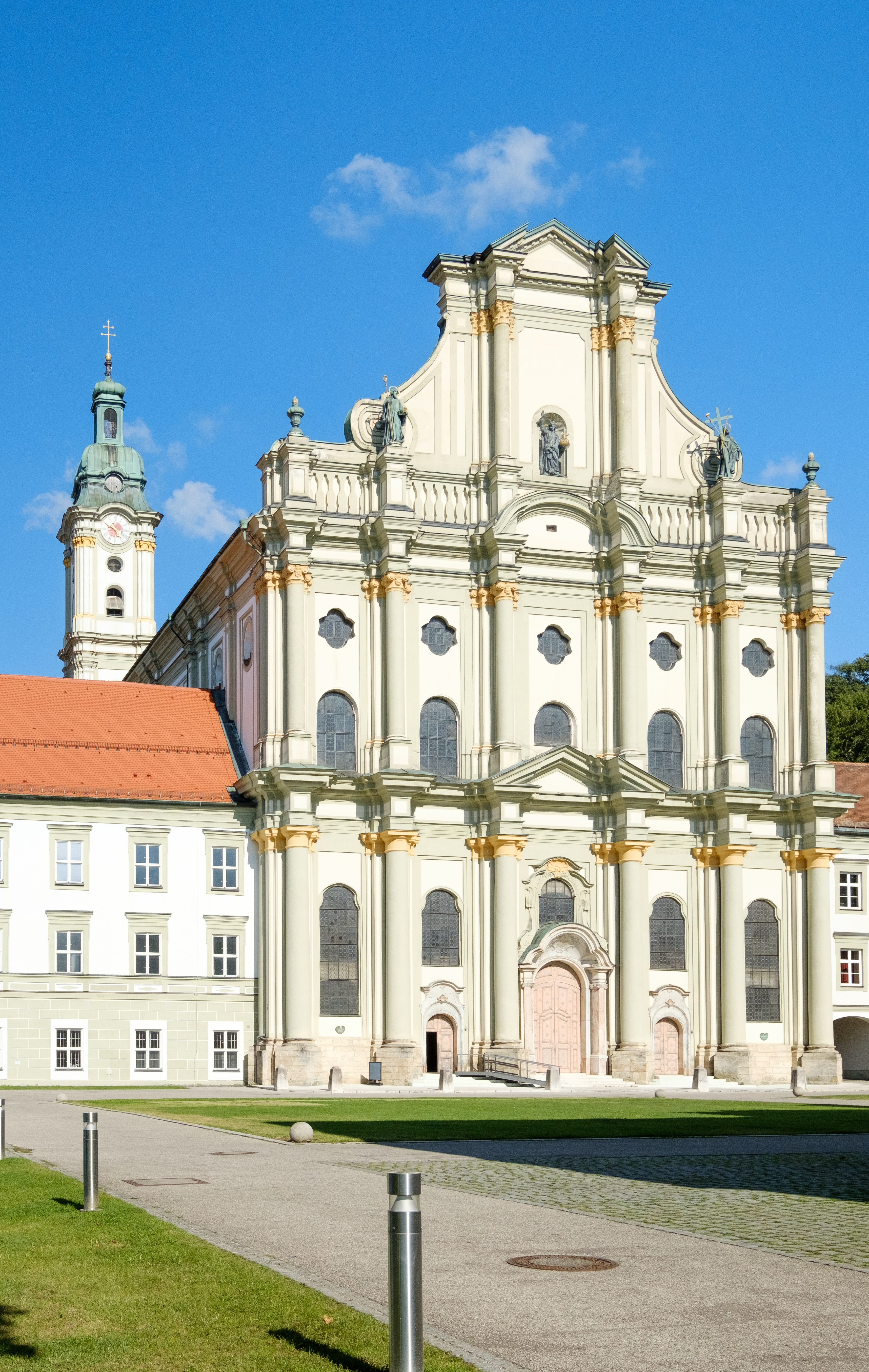
Giovanni Antonio Viscardi: Ehemalige Klosterkirche St. Mariä Himmelfahrt, Fürstenfeldbruck

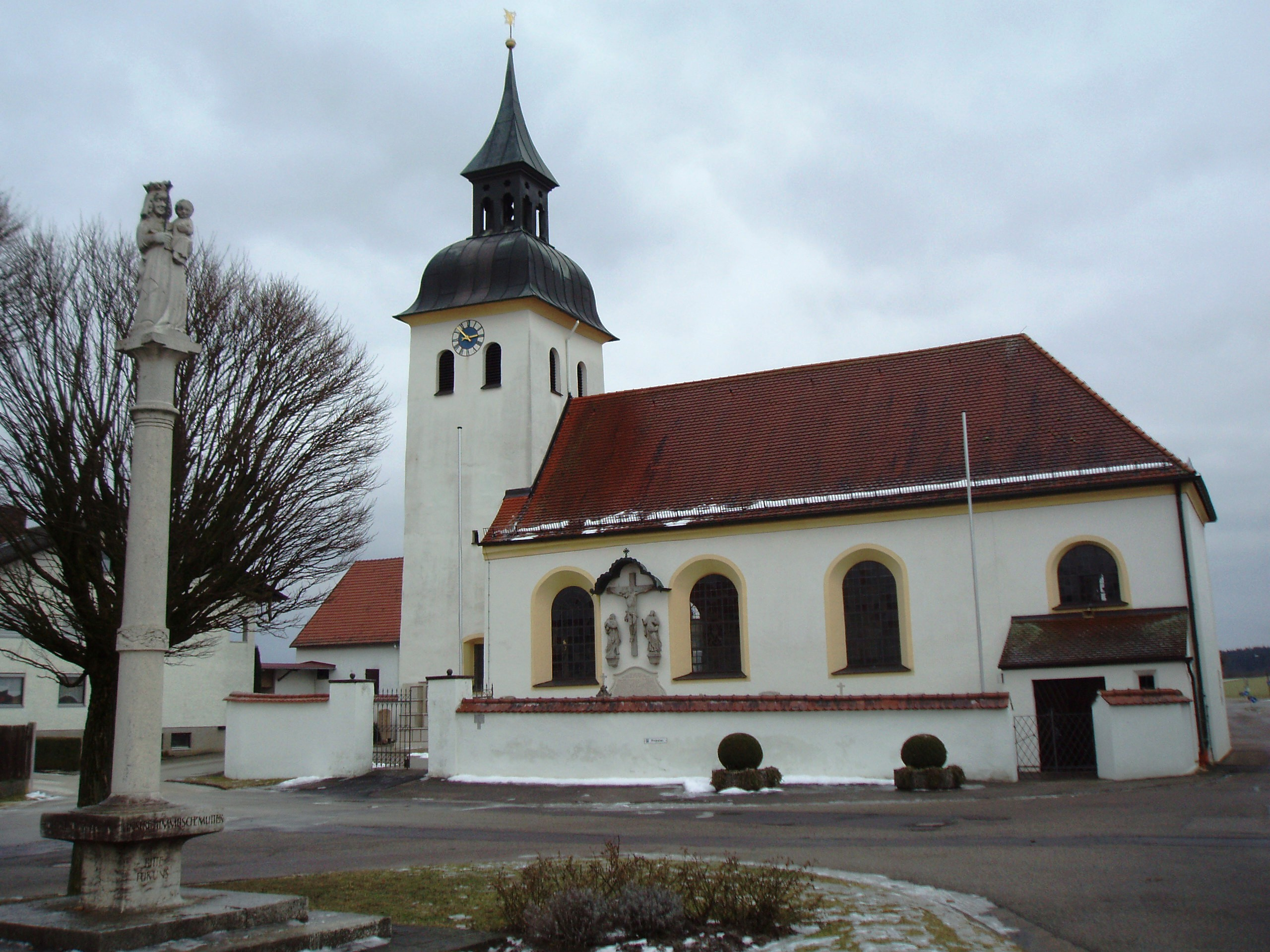
Giovanni Battista Camessina: Die Kirche von Pietenfeld

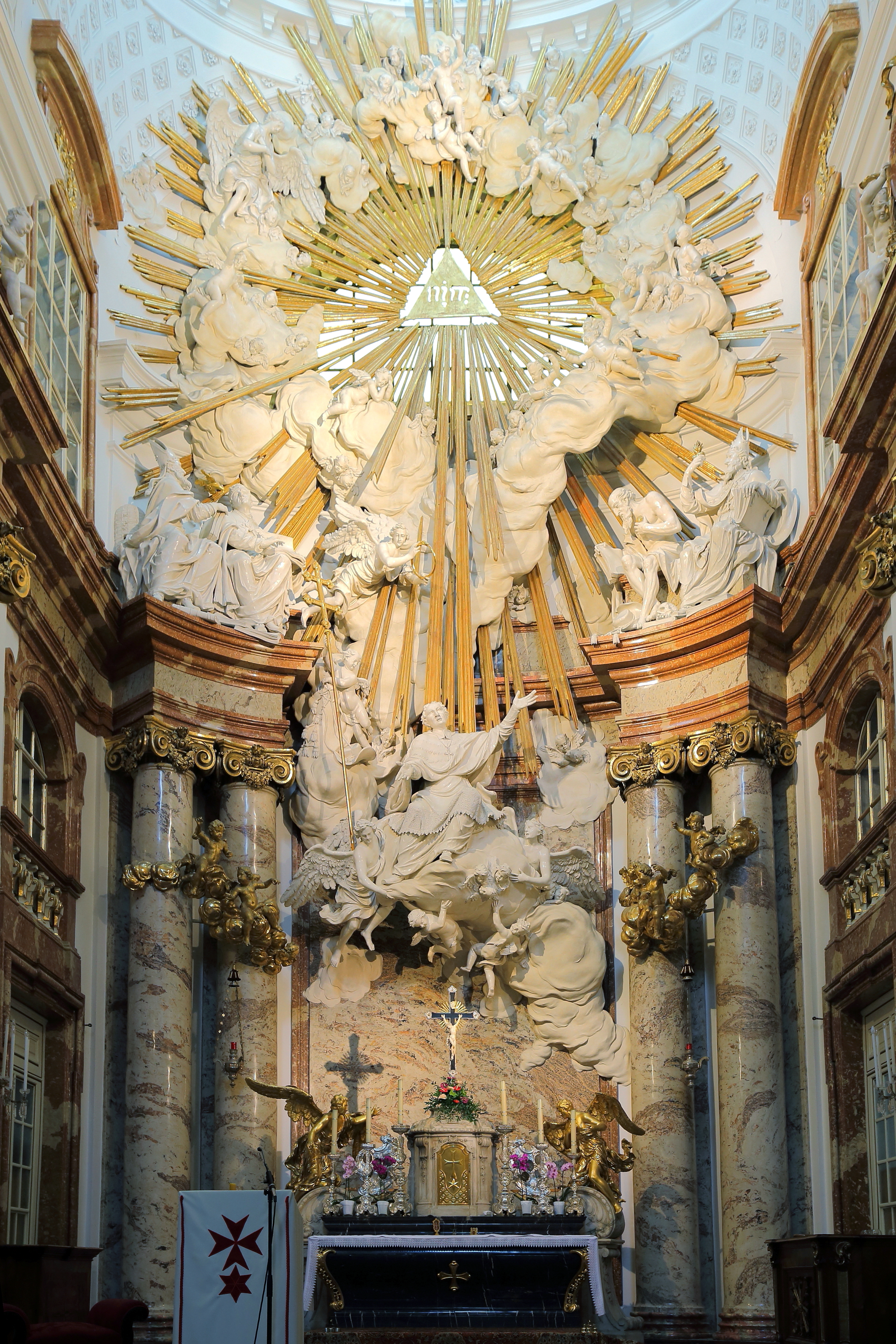
Alberto Camesina: Hochaltar der Karlskirche mit der Stuckatur Apotheose des hl. Karl Borromäus

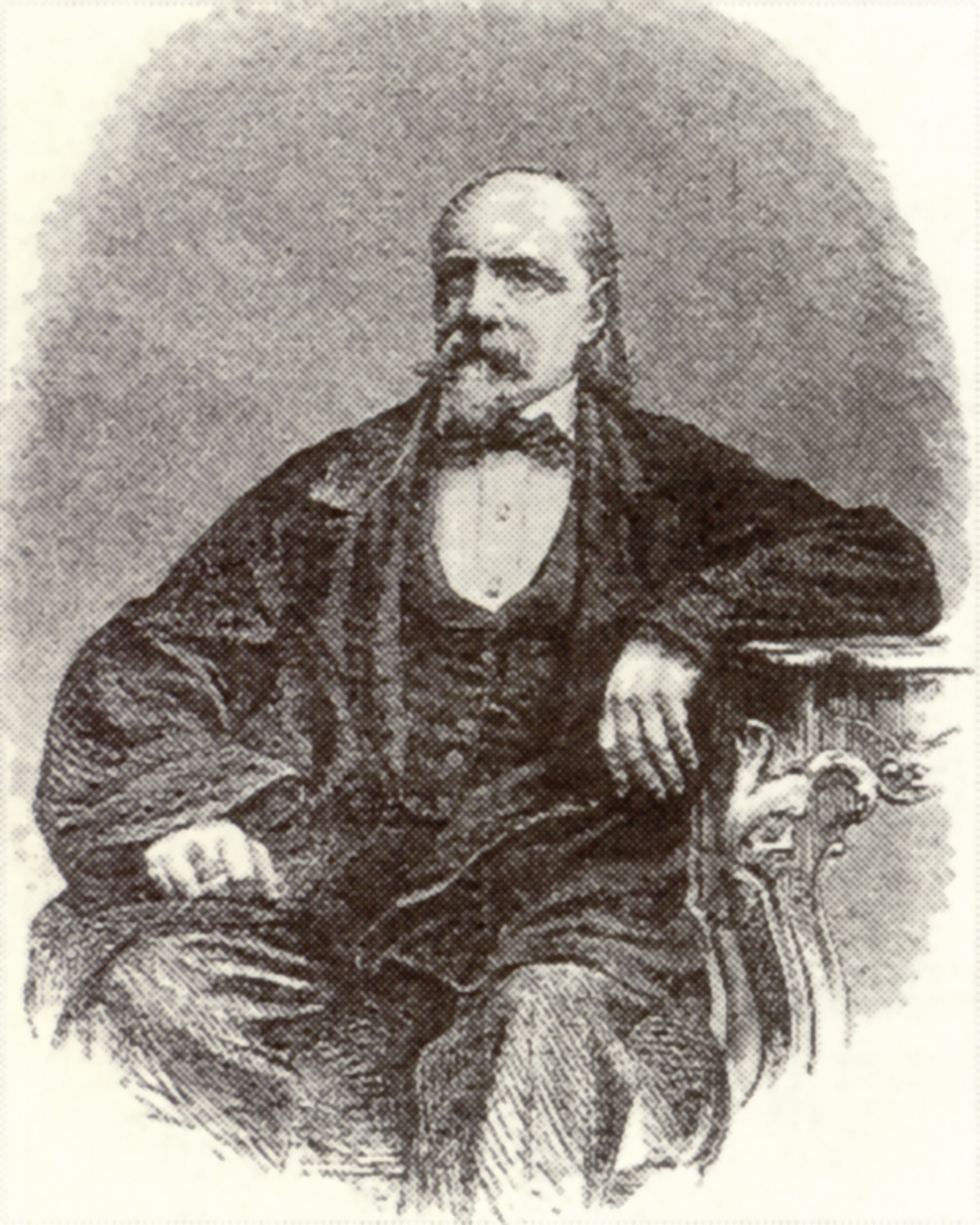
Albert Camesina auf einer Lithografie

## Persönlichkeiten
(Sortierung nach Geburtsjahr)
- Lorenzo Senes (de Santi) (* um 1580 in San Vittore; † nach 1649 in Krakau), Architekt. Das Schloss Krzyżtopór wurde von 1627 bis 1644 für den Wojewoden von Sandomierz, Krzysztof Ossoliński (1587–1645), einen Bruder von Jerzy Ossoliński, errichtet. Die Bauleitung hatte Lorenzo Senes[1][2][3]
- Giovanni Battista Rezia (* um 1610 in Porlezza; † nach 1679 ebenda ?), Künstler, Altarbaumeister und Stuckateur aus Porlezza. Er schuf 1643 den Sakramentsaltar in der Stiftskirche San Vittore und 1679 die Stuckarbeiten für die Madonnenkapelle in der Pfarrkirche von Corzoneso[4]
- Pietro Santi (* um 1675 in San Vittore; † nach 1728 ebenda), Konsul[5]

- Familie Viscardi  aus San Vittore, die vom 16. bis 18. Jahrhundert eine Reihe von Baumeistern, Stuckateuren und Architekten hervorbrachte[6][7]
  - Giovanni Antonio Viscardi genannt Trontano (* um 1505 in Trontano; † nach 1560 in Roveredo GR), ludi magister, der nach Locarno zog, dort reformiert wurde und Caterina Muralto heiratete. Er flüchtete nach der Ausweisung der Protestanten 1555 nach Roveredo  und wirkte dort als Lehrer; zusammen mit Giovanni Beccaria bemühte er sich 20 Jahre lang um die Ausbreitung der Reformation im Misox[6][7][8]
  - Veit Viscardi (* um 1520 in San Vittore; † um 1570 ebenda?), Maurer und Stadtwerkmeister in Mainz, war nach C. Camenisch (Rätiens Geschichte im Spiegelbild rätischer Dichtung) wahrscheinlich der Vater des Dichters Johann Fischart[6]
  - Bartolomeo Viscardi der Ältere (* um 1525 in San Vittore; † nach 1556 ebenda?), Baumeister in Koprivnica  um 1555/1556[6]
  - Bartolomeo Viscardi der Jüngere (um 1599–nach 1654), Baumeister und Architekt in Bayern und München. Ferner realisierte er den Palazzo Viscardi in San Vittore.[8]
  - Giovanni Antonio Viscardi (1645–1713), Baumeister in Süddeutschland und Bayern und München Ende des 17. und Anfang des 18. Jahrhunderts.[8]
  - Claudio Viscardi (* 29. November 1955 in Chur), Künstler, Maler. Er malt Wandbilder und lebt in der Schweiz und in Irland[9]

- Künstlerfamilie Camesina. [10]
  - Matteo Camin (Camesina) (* 1628 in San Vittore; † vor dem 20. August 1673 in St. Veit (Graz)), Stuckateur[11]
  - Giovanni Battista Camessina (1642–1724), Baumeister und Architekt
  - Alberto Camesina (1675–1756 in Wien), Stuckateur
  - Albert Camesina (1806–1881), Schweizer Radierer

- (Hans) Simon Frizzi (* um 1610 in Chur; † nach 1557 ebenda), Hauptmann und Stadtkanzler, Oberbürgermeister in Tirano[12][8]
- Jacomo Angelini (1632–1714), Baumeister des Barock
- Carlo Angelini (1640–nach 1710), Baumeister und Kunsttischler des Barock.
- Antonio Rizzi (* 1671 in San Vittore; † 1725 in Osterhofen), Stuckateur, Architekt[13]
- Giovanni Battista Canta (* 4. Dezember 1683 in San Vittore; † 24. Dezember 1743 in Burghausen an der Salzach), Baumeister, Stuckateur[14][15]
- Antonio Maria Romagnoli (* um 1705 in San Vittore; † nach 1747 ebenda), Landvogt in Maienfeld (1745–1747)[16][8]
- Giovanni Antonio Zoppi (* um 1725 in San Vittore; † nach 1763 ebenda), Söldnerhauptmann, Vikar in Sondrio[17]
- Giuseppe a Marca (1799–1866), Anwalt, Politiker, Bündner Grossrat, Kleinrat und Ständerat
- Giulietta Martelli-Tamoni (1890–1975), Rotkreuzschwester, Journalistin, Dichterin, wohnte in San Vittore
- Ponziano Togni (1906–1971), Architekt, Maler, Zeichner, Wandmaler, er wohnte in Bellinzona
- Rinaldo Boldini (* 8. April 1916 in San Vittore; † 20. September 1987 in Kuşadası), Priester, Forscher, Lokalhistoriker, Dozent am Collegio Papio von Ascona, Übersetzer[18][19]
- Nicoletta Noi-Togni (* 29. August 1940), von 1975 bis 2005 Lehrerin an Krankenpflegeschulen in der Deutschschweiz, seit 2014 In Ausbildung Master Wissenschaft, Philosophie und Theologie der Religionen an der Theologischen Fakultät in Lugano, seit 1997 Mitglied in Chur des Bündner Grossen Rates für den Bezirk Roveredo, seit 2017 Bürgermeister der Gemeinde San Vittore und Mitglied des Regionalausschusses Moesa[20]